# Mihálik Edvin
Mihálik Edvin Máté (Gyula, 1994. január 25. –) magyar politikus, történész-politológus, a Momentum Mozgalom alapító és 2022-től elnökségi tagja, valamint 5 éven át szegedi elnöke. 2019 októberétől önkormányzati képviselő és Zöld város programért felelős tanácsnok Szegeden és az ellenzéki összefogás közös jelöltje a 2022-es magyarországi országgyűlési választásokon (Csongrád-Csanád 02. OEVK).

## Tanulmányai
Általános iskolai tanulmányait Csanádapácán végezte, 2012-ben érettségizett a békéscsabai Andrássy Gyula Gimnázium és Kollégiumban. Ezt követően tanulmányait a Szegedi Tudományegyetemen folytatta, ahol 2015-ben politológus, 2018-ban pedig történész diplomát szerzett.

## Politikai pályája
2015-ben kapcsolódott be a Momentum Mozgalom munkájába, 2016 augusztusától hivatalosan is a szervezet tagja lett. A párt első Budapesten kívüli helyi szervezetének, a szegedi szervezetnek alapító tagja, és elnöke volt 2017-től 2022-ig. A párt egyik alapítója. 2022-től a Momentum elnökségi tagja.
A 2018-as országgyűlési választásokon a Momentum színeiben a Csongrád megyei 1. sz. országgyűlési egyéni választókerület egyéni jelöltje volt.
A 2019-es magyarországi önkormányzati választáson Szegeden, a választókerületében 56,75%-ot szerzett, megverve a Fideszes Német Ferencet, ezzel Újszeged-Odessza városrész önkormányzati képviselője lett. Október 25-én a Momentum szegedi közgyűlési frakciójának vezetőjévé választották és Botka László felkérésére Szeged Zöld város programért felelős tanácsnokaként kezdte meg az önkormányzati munkát.
Önkormányzati tevékenységéhez kötődik a szegedi VIP parkolóbérletek megszüntetése, illetve a Lapos szabadstrand felújítása. Kezdeményezésére 2020-ban a nyári hétvégékre az önkormányzat megnyitotta a szegedi rakpartot a gyalogosok és a kerékpárosok számára. Szeged kerékpárút-hálózatát bővítve 2022 márciusában átadta a Bordány és Szeged közötti 4 kilométeres kerékpárút-szakaszt, majd a sajtót megjárta az esemény, miután Mihálffy Béla fideszes képviselő is átadta néhány órával később a frissen elkészült szakaszt. A szegedi levegő minőségének javítása érdekében megválasztása után rendszeres szemléletformáló kampányt indított a környezetbarát fűtési módokról „Fűtsünk okosan!” címmel. Kezdeményezésére Szeged főutcáját, a Kárász utcát 2022-től napvitorlákkal árnyékolják le a nyári hőség enyhítésének érdekében.
A 2021-es ellenzéki előválasztáson a Momentum, az MSZP és a Párbeszéd közös jelöltjeként indult Csongrád-Csanád megyei 2-es számú országgyűlési egyéni választókerületében. A szavazatok 50,48%-t szerezte meg, így a 2022-es országgyűlési választáson ő indult Szeged közös ellenzéki jelöltjeként, de veszített Mihálffy Bélával szemben, és nem jutott a parlamentbe.